# 溪畔發電廠
溪畔發電廠為臺灣一座位於花蓮縣秀林鄉境內的水力發電廠，建址於立霧溪之畔。該發電廠原由台灣電力公司進行規劃與開發，後因太魯閣國家公園之成立，加上環保團體之抗爭，最終僅完成發電廠之地下廠房與通達隧道後便停工至今。

## 沿革

### 計劃
溪畔發電廠是台灣電力公司於1966年所規劃的立霧溪水力發電計劃其中一項工程，該計劃在當時是再細分成兩項經濟效益較高的計畫，分別是自陶塞溪與小瓦黑爾溪的合流處下游約50公尺處興建混凝土重力壩，在壩後形成有效容量608,000立方公尺之調整池，稱「谷園壩調整池」，再將水引流至下游溪畔調整池旁的地下發電廠房，經發電後的尾水排入溪畔調整池，供下游立霧發電廠做再次發電。
另一項計畫則是在立霧溪主流上游海拔1,250.7公尺處興建一座混凝土重力壩，在壩後形成有效容量390,000立方公尺之調整池，稱「霧柏壩調整池」，並於立霧溪上游的陶塞溪、中陶塞溪、小瓦黑爾溪、西小瓦黑爾溪、華祿溪、復興溪及慈恩溪等支流興建小型攔水壩，利用各壩所匯集的溪水給引入壓力鋼管，將溪水再流經長約12.8公里的隧道後，最終引至谷園發電廠發電，發電後尾水再直接導入谷園壩調整池中，如此可作為一套串聯式水力發電廠的系統。
然而，當時台灣電力公司方面，因資金籌措上的困難，經過評估後，決定先開發經濟效益上更為優勢的溪畔水力計畫。

### 施工
溪畔水力計畫於1979年5月奉行政院經濟部核准後，同年8月動工。先期工程包括各支流引水工程之攔水壩壩址的通達道路，如：白楊壩的白楊路、修德壩的修德路以及鶴壽壩的鶴壽路等。發電廠與水壩等設施之細部設計由中興工程顧問社承辦。施工方面，由台灣電力公司與榮民工程處以議價達成共識後，榮民工程處承辦施工。
溪畔發電廠的廠址預定設置在溪畔調整池上游，並從中橫公路（省道台八線）旁施做一條通達隧道繞過公路後，再經由一條混凝土預力橋跨過立霧溪進入到地下廠房中，發電廠內預計裝設每部各80MW，總裝置容量合計達160MW的豎軸佩爾頓式水輪發電機組兩部。

### 停工

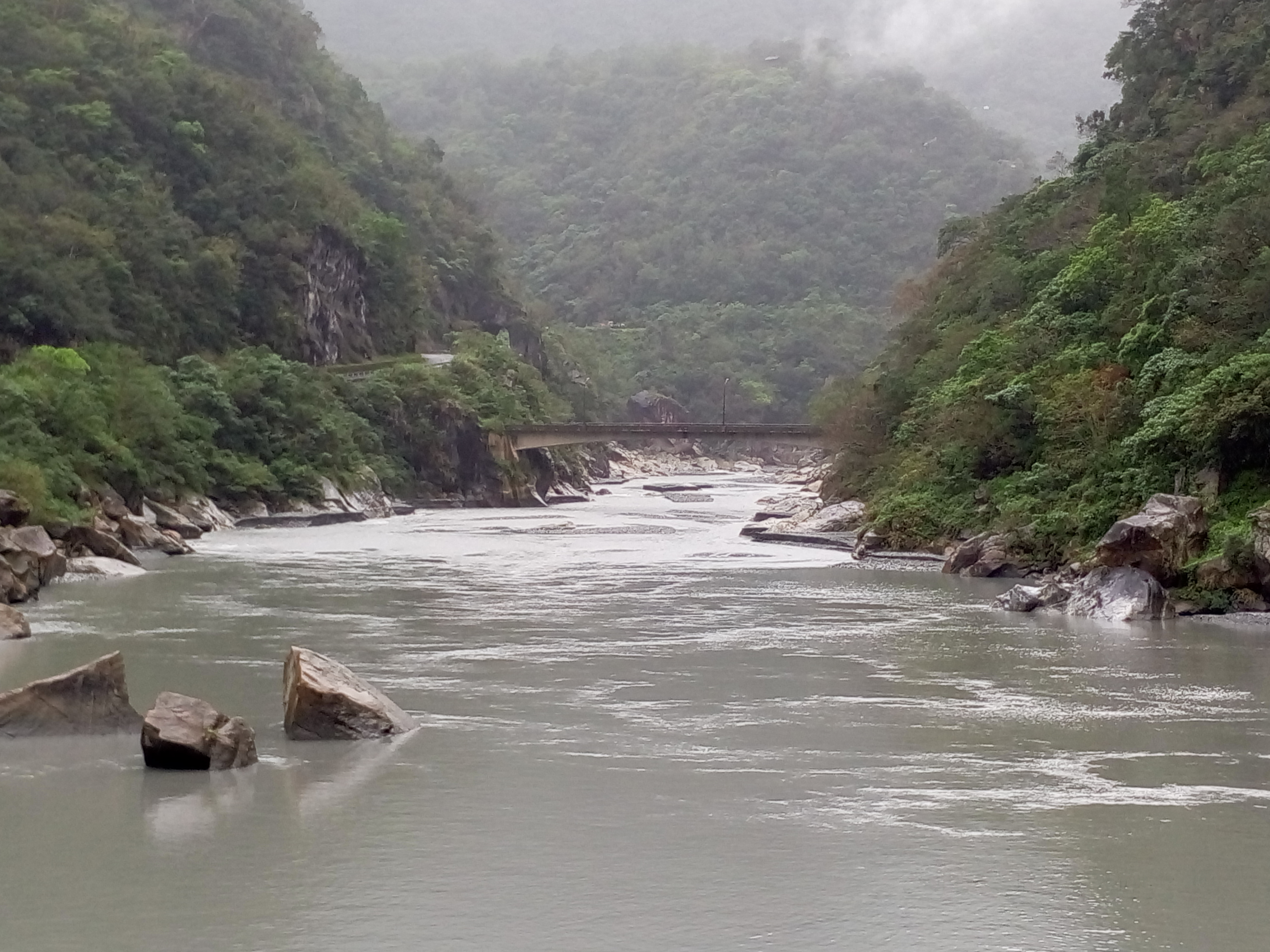
從溪畔壩頂遠望溪畔發電廠通達地下廠房的預力橋

溪畔水力發電計劃自動工開始，台灣電力公司的財務狀況已十分糟糕，導致自1981年會計年度開始，便不再編列預算給溪畔水力發電計劃。因此，最後僅是將早已發包施工的工程完成後，便暫停施工。當時已完成的項目包含，各水壩預定地的施工道路及橫坑總計約35公里，溪畔發電廠的地下廠房及通達橋梁與隧道，谷園調整池之通達道路與沿線之水土保持和綠化工程。
再加上，溪畔水力發電計劃正式動工後，其施工中帶來的環境破壞便立即引發民間學界的關注。由於該計畫是將立霧溪上游各支流的溪水攔截後，引入到谷園壩調整池蓄留發電，此種工法會導致立霧溪溪水大量減少，將會對立霧溪造成下切侵蝕的發展停滯以及對太魯閣峽谷帶來的嚴重衝擊。
當水壩截斷溪水後，立霧溪下游的水流將會減少，使得下切侵蝕的力量大減，溪床的泥砂淤積狀況便會不斷往上堆積，導致太魯閣峽谷不再繼續發育。為此，時任經濟部長趙耀東、內政部長林洋港、政務委員費驊、立法委員謝深山、郭榮宗等人曾在1983年7月22日前往施工現場進行勘查。
另外，溪畔水力發電計劃施工當時，內政部營建署已開始籌設太魯閣國家公園的事宜。並且，為了搶救太魯閣峽谷，內政部營建署遂於1984年5月22日公告太魯閣國家公園的區域範圍，溪畔發電廠的施工區域便劃入其中。同時內政部營建署也主動與民間學界、媒體合作，陸續發表反對立霧水力發電計劃的立場，認為不應為了少許的電力，犧牲珍貴的自然景觀與生態。爾後，行政院經濟部彙集各界意見之後，於1986年3月5日，行政院經濟建設委員會會議審查結論：以「立霧溪水力發電計畫經濟效益不大與破壞景觀」為由，決定擱置這項計劃，並停工至今。

### 重啟契機
1997年7月，因應政府實施西部混凝土原料開採礦權不再延展後，確認混凝土產業將大規模東移，來到東部。而當時東部僅有的11座水力發電廠總裝置容量只有182.8MW，加上近幾年東部的用電負載成長快速。對此行政院經濟部表示將來，面對產業東移，東部本已經不足的發電量將更捉襟見拙。
因此行政院經濟部加速與兩家預定裝置容量各650MW的民間火力發電業者及燃煤汽電共生發電廠洽談建廠事宜，並且也將加速西電東送的超高壓變電所興建。然而，因民間火力發電廠仍有燃煤等環保問題，必須進行環境影響評估作業，但面對混凝土產業即將東移的狀況，目前仍被迫停工的溪畔水力發電計畫，行政院經濟部也指示，將指示台灣電力公司持續與在地居民溝通、以期紓解居民反對壓力，利於爭取復工機會。

## 設施
溪畔發電廠計畫透過白楊、壽鶴、修德等支流攔水壩，將溪水透過引水隧道引流至陶塞溪與小瓦黑爾溪的合流處下游約50公尺處，稱「谷園壩調整池」，有效容量608,000立方公尺。再於水壩右岸興建寬55公尺、高28公尺之進水口一座，最大入水量36.8CMS。經由全長10.548公里的頭水隧道與平壓塔後，流入長707公尺的壓力鋼管後，進入豎軸佩爾頓式水輪機，帶動每部發電量93400KVA的封閉氣冷式豎軸發電機發電。經升壓至161KV後，併入到台電之供電線路中。

### 發電機組
| 名稱   | 發電機型號           | 水輪機型號         | 機組數量 | 發電方式 | 有效落差（公尺） | 單一機組用水量（CMS） | 容量（MW） | 位置             | 興建日期  | 狀態   |
| ------ | -------------------- | ------------------ | -------- | -------- | ---------------- | --------------------- | ---------- | ---------------- | --------- | ------ |
| 一號機 | 封閉氣冷式豎軸發電機 | 豎軸佩爾頓式水輪機 | 1        | 調整池式 | 507.5            | 18.4CMS               | 80MW       | 花蓮縣秀林鄉溪畔 | 1979年8月 | 停工中 |
| 二號機 | 封閉氣冷式同步發電機 | 豎軸佩爾頓式水輪機 | 1        | 調整池式 | 507.5            | 18.4CMS               | 80MW       | 花蓮縣秀林鄉溪畔 | 1979年8月 | 停工中 |

### 土木結構
- 廠房類型：地下馬蹄式，長42公尺、寬18公尺、高32公尺。[1]
- 變壓器室：地下式，長42公尺、寬10公尺、高7.5公尺。[1]
- 開關場：地下式，長38.5公尺、寬10公尺、高11公尺，內置室內氣體絕緣開關（GIS）設備。[1]

## 資料來源
1. 1 2 3 4 5 6 7 8 9 10 11 12 13  沈耀珍. . 臺北市: 台灣電力公司. 1986年5月: 68–70.
2. 1 2 3 4 5  張瑞津.  (PDF). 太魯閣國家公園管理處. 2000-11-30  [2017-02-23]. （原始内容存档 (PDF)于2019-06-03） （中文（臺灣））.
3. 1 2  . 環境資訊中心. 1997-07-28  [2017-02-23]. （原始内容存档于2019-06-16） （中文（臺灣））.
4. 1 2  陳秀蘭. . 綠色公民行動聯盟. 1997-07-28  [2017-02-23]. （原始内容存档于2019-06-08） （中文（臺灣））.